# 薬師寺克一
薬師寺 克一（やくしじ かついち、1933年（昭和8年）2月15日 - 2004年（平成16年）3月7日）は、昭和から平成期の地方公務員、政治家。東京都目黒区長（2期）。

## 来歴
大分県で生まれ、中央大学法学部を卒業し、目黒区職員課長、区議会事務局長、総務部長、助役など務めた。
1998年10月18日の目黒区長選挙で、自民党・民主党・公明党・自由党・社民党・自由連合から推薦を得て立候補し、共産党推薦の片岡敏康を破り初当選した。
1988年の区長選挙で選挙参謀を務めた元区長室長の菊谷伸夫と目黒区議会議員の横山大は、公職選挙法違反で2001年5月に逮捕されるも起訴猶予となる。
2002年10月に自民党・民主党・公明党・自由党・社民党から推薦を受けて再選される。
目黒区は旧区役所本庁舎と公会堂の跡地について開発計画を含む提案方式の随意契約で売却する方針で開発案を公募し、2003年1月に三菱商事へ72億円で売却したが最高で111億円の購入希望者があり、須藤甚一郎区議が「随意契約の採用は違法」として、目黒区と薬師寺ら区幹部や三菱商事に差額分を請求して提訴した。
社会福祉法人「西原樹林会」の特別養護老人ホーム建設における補助金不正受給事件で、元目黒区議議員が目黒区に約1,500万円の損害賠償を提訴し、薬師寺は証人申請が予定されていた。
2004年3月7日早朝に目黒区碑文谷1丁目の自宅で、首を吊った状態で配偶者に発見される。71歳没。3月8日に、区総合庁舎の清掃業務契約で契約課長が日本ビルシステムの代表取締役から200万円を受け取った収賄容疑で逮捕された。